# Šilėnai (stacja kolejowa)
Šilėnai (ros. Шиланы, Шиленай) – stacja kolejowa w miejscowości Šilėnai, w rejonie szawelskim, w okręgu szawelskim, na Litwie.

## Historia
Stacja Szylany została otwarta w XIX w. na drodze żelaznej libawsko-romeńskiej, pomiędzy stacjami Szawle i Radziwiliszki.